# Congregazione di Baviera
La Congregazione di Baviera (in latino Congregatio Bavarica, in tedesco Bayerische Benediktinerkongregation) è una delle congregazioni monastiche di diritto pontificio che costituiscono l'Ordine di San Benedetto.

## Storia

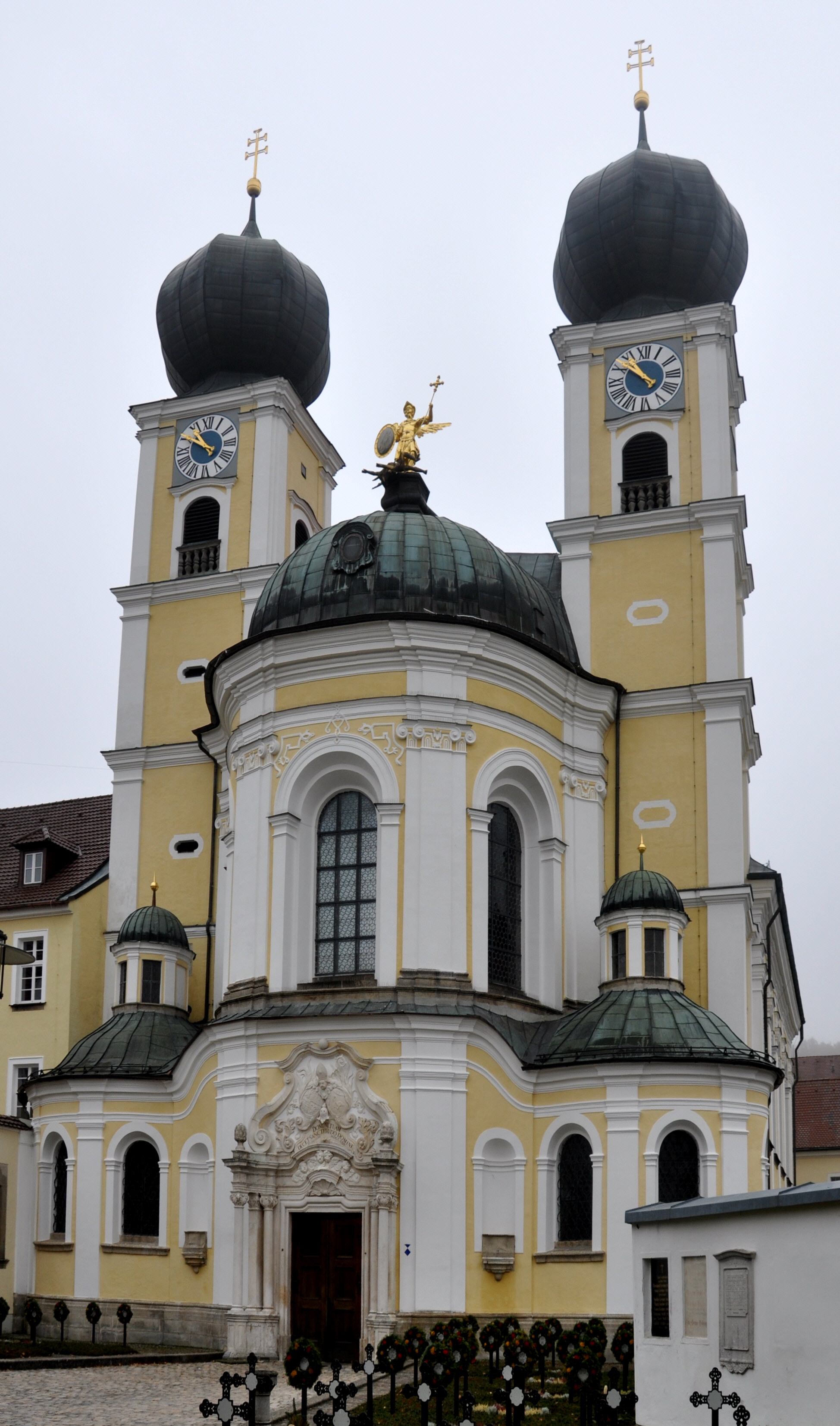
La facciata della chiesa abbaziale di Metten

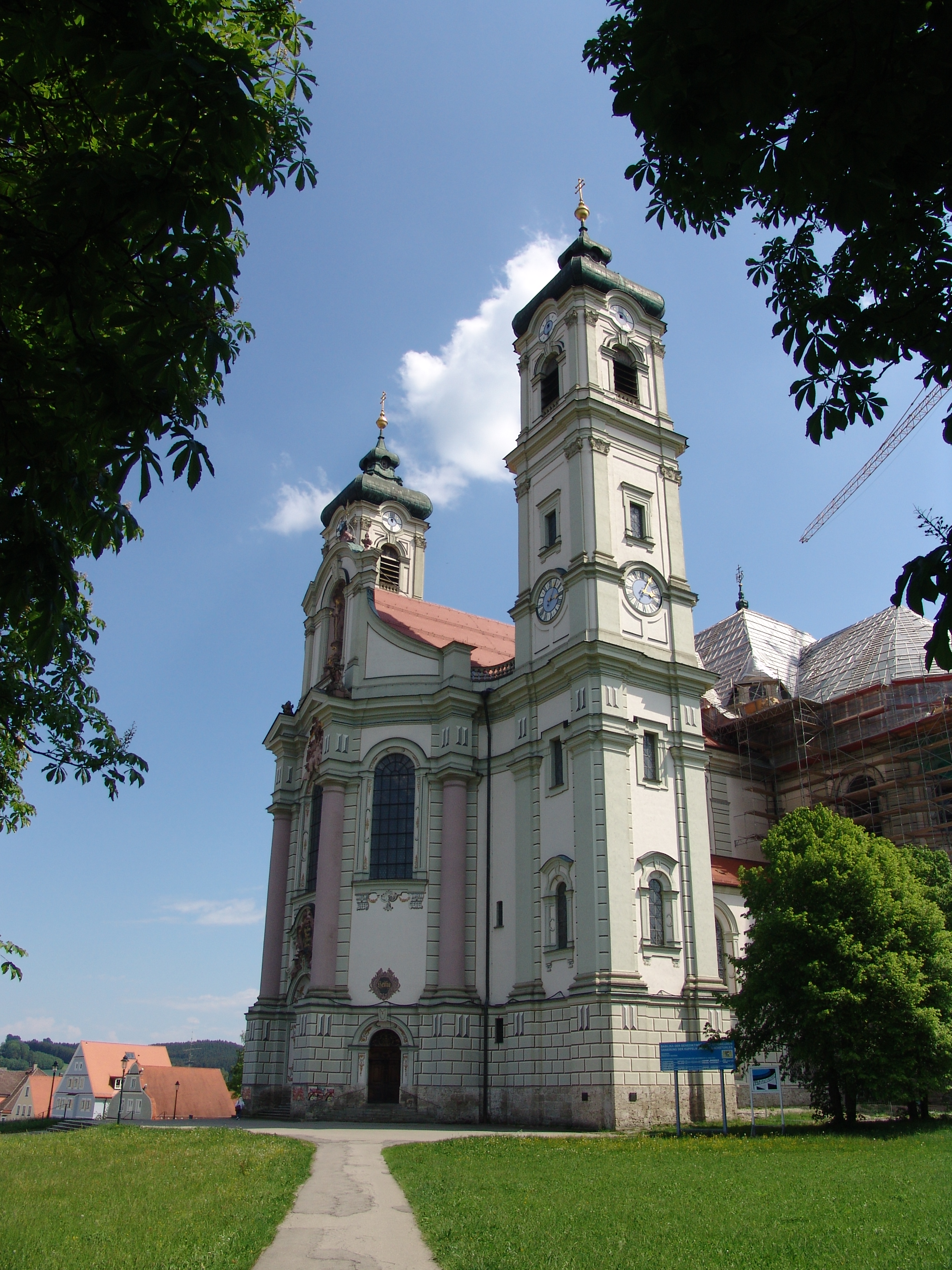
La facciata della chiesa abbaziale di Ottobeuren

### Origini
Durante l'VIII secolo gli Agilolfingi e i Carolingi promossero la fondazione di numerosi monasteri in Baviera ma, soprattutto a causa dell'ingerenza dei vescovi nel governo delle abbazie, il monachesimo bavarese decadde tra il IX e il X secolo. Le incursioni ungare e la secolarizzazione dei beni ecclesiastici compiuta dal duca Arnolfo causarono la scomparsa degli ultimi cenobi.
Il monachesimo iniziò a risorgere in Baviera grazie al sostegno del vescovo di Ratisbona Volfango, già monaco a Einsiedeln, che additò ad esempio l'abbazia di San Massimino a Treviri.
Grazie all'influsso della riforma di Cluny sulla vita religiosa nelle abbazie di Sankt Blasien e Hirsau e alla nascita delle congregazioni di Melk e Kastl, nei monasteri benedettini bavaresi fu possibile stabilire una buona disciplina.
La diffusione del protestantesimo in Germania causò la dissoluzione di numerose abbazie e il decadimento disciplinare di altre.

### Fondazione della congregazione
Ritenendo pericoloso l'isolamento delle varie comunità monastiche, al fine di promuovere il reciproco controllo, il Concilio di Trento suggerì alle abbazie benedettine di federarsi in congregazioni.
Nonostante l'apertura degli abati, i vescovi tentarono di ostacolare la nascita di una congregazione benedettina in Baviera: solo grazie all'appoggio del duca Massimiliano II Emanuele e all'azione di abati come Celestino Vogl di Sant'Emmeranno a Ratisbona, i monasteri benedettini raggiunsero il loro obiettivo.
La congregazione benedettina di Baviera fu fondata da papa Innocenzo XI con breve Circumspecta del 26 agosto 1684; lo stesso pontefice ne approvò gli statuti (breve Militantis Ecclesiae del 6 febbraio 1686) e le estese i privilegi della congregazione svizzera (breve In superna del 10 luglio 1688).

### Dissoluzione e restaurazione
Il monachesimo benedettino in Baviera conobbe un periodo di particolare fioritura nel XVIII secolo, ma tutte le abbazie vennero secolarizzate da Massimiliano IV Giuseppe nel 1803 causando la scomparsa della congregazione.
Nel 1817 la Baviera sottoscrisse un concordato con la Santa Sede e sotto il regno di Luigi I, particolarmente legato all'ordine benedettino, vennero ricostituite numerose antiche abbazie (Metten, Scheyern) e ne vennero erette di nuove (Ottobeuren).
Risorte le abbazie, la congregazione venne restaurata da papa Pio IX il 5 febbraio 1858 e i suoi statuti furono approvati dalla Santa Sede il 5 novembre 1860.
I religiosi della congregazione di Baviera diedero un notevole contributo all'irradiamento del monachesimo benedettino nelle Americhe: un monaco di Metten, Bonifacio Wimmer, fondò la prima abbazia degli Stati Uniti e diede inizio alla congregazione benedettina americano-cassinese.

## Governo
Gli abati sono eletti a vita ma sono tenuti a rassegnare le dimissioni al compimento dei settant'anni. Ogni tre anni si celebra il capitolo generale, al quale intervengono l'abate e un monaco di ogni monastero della congregazione: il capitolo elegge, tra gli abati, un presidente con mandato triennale.
La sede generalizia è, di fatto, l'abbazia retta dall'abate che presiede pro tempore la congregazione (nel 2010, l'abate di Schäftlarn).

## Attività
Attività peculiare dei monaci della congregazione di Baviera è l'istruzione e l'educazione della gioventù nei collegi interni ai monasteri.
I monaci si dedicano anche al ministero pastorale (predicazione, confessioni), soprattutto nelle abbazie di Andechs, Ettal e Scheyern (mete di pellegrinaggio).
I monasteri della congregazione sono sede di studi scientifici soprattutto nel campo della storia ecclesiastica, della filologia classica e della patristica: per lo sviluppo e il coordinamento degli studi nel 1921 fu fondata a Monaco la Bayerische Benediktinerakademie che pubblica una rivista di studi storici (Studien und Mitteilungen zur Geschichte des Benediktinerordens und seine Zweige).
L'abbazia di Niederalteich e quelle di Scheyern ed Ettal promuovono l'attività ecumenica attraverso l'organizzazione di incontri e dialoghi e gli studi di bizantinistica.

## Diffusione
Le abbazie e le altre case della congregazione sono presenti in varie località della Germania (Baviera e Sassonia) e sono quelle di:
- Andechs, priorato dipendente dall'abbazia di Sankt Bonifaz di Monaco;
- Augsta, abbazia intitolata a santo Stefano, martire;
- Braunau-Rohr, abbazia intitolata a san Venceslao, martire;
- Ettal, abbazia dei Sacri Cuori di Gesù e Maria;
- Metten, abbazia intitolata all'arcangelo Michele;
- München-Sankt Bonifaz, abbazia dedicata a san Bonifacio;
- München-Studienheim, collegio dipendente dall'abbazia di Ettal;
- Niederalteich, abbazia intitolata a san Maurizio e compagni, martiri;
- Ottobeuren, abbazia dedicata ai santi Alessandro e Teodoro;
- Plankstetten, abbazia dedicata alla Vergine e a san Giovanni;
- Scheyern, abbazia dedicata alla santa Croce;
- Schäftlarn, abbazia dedicata ai santi Dionigi e Giuliana;
- Wechselburg, in Sassonia, priorato dipendente dall'abbazia di Ettal;
- Weltenburg, abbazia intitolata a san Giorgio, martire.

Alla fine del 2008 la congregazione contava 14 case e 239 membri, 139 dei quali sacerdoti.